# ژو رونگ

یک توصیف امروزی از ژو رونگ که بر روی کارت‌های بازی آناکرونیسم حک شده‌است.

ژو رونگ یا زو رونگیا چو یونگ (به چینی: 祝融؛ به پین یین : Zhù Róng؛ وید-جیلز: Chu-jung, Chu Jung or Chu-jong)، در اساطیر چین نام خدای آتش و فرمانروای نیمکره جنوبی است. وی که گاهی لی(روح آتش یا فرماندهٔ آتش) نیز خوانده شده، از جملهٔ ایزدان مربوط به اسطوره شناسی قبل از دودمان شین است. وی را گاهی رب‌النوع عدالت آسمانی نیز خوانده‌اند.
وی به صورت یک مرد پُرافتخار که ملبس به زره آهنین بوده و شمشیر بدست دارد و سوار بر یک ببر بزرگ است، به تصویر کشیده شده‌است. او یکی از خدایان اسطوره‌ای چین است که به جدا ساختن آسمان و زمین از یکدیگر و آفرینش هستی مدد نمود.
معروف‌ترین جنبهٔ وجود او، مبارزه و نبردی است که با پسر خویش، گونگ گونگ انجام می‌دهد. گونگ گونگ، خود دیو یا هیولای آب و مسئول بروز سیل بزرگ و باعث نابودی محیط زیست است. وقتی که ژو رونگ شنید که پسر او (کونگ کونگ) در تلاش برای تسخیر تاج و تخت آسمان است، به مصاف با او رفت تا او را متوقف سازد. نبرد این دو نفر برای روزهای متوالی به طول انجامید و در غایت امر سبب شد که در سراسر آسمان فاجعه‌ای اوج گیرد و آسمان بر روی زمین سقوط کند.
در نهایت این گونگ گونگ بود که شکست خورد و شرمگین و خجالتزده و اخمالود گردید، در حالی که ژو رونگ پیروزمندانه به بهشت بازگشت و برنده نبرد بزرگ شناخته شد.
بانو ژورونگ که داستان او با عنوان داستان عاشقانه سه‌پادشاهی معروف است، مدعی است که از اخلاف ژو رونگ به‌شمار می‌آید.